# 2186年7月16日日食

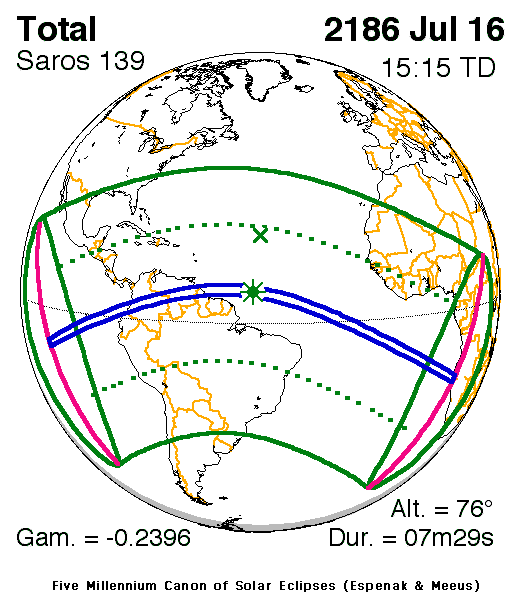
2186年7月16日的日全食，將成為地球自前40世紀至59世紀這10,000年間最長的日全食。

2186年7月16日日食是一次日全食，它的沙羅周期編號為139。這次的日全食，由於其最大食（Greatest Eclipse，简称GE）的位置接近赤道，同時地球在遠日點，且月球在近地點，成為了自西元前3000年至西元後5000年的這八千年之內食甚時間最長的一次日全食。最長食甚發生所在地為巴西北方外海（北大西洋南端近赤道海面上），此位置的日全食長度逼近理論極限的7分29秒（一般認為在極限條件下，食甚時間應該介於7分31秒到7分40秒之間，由於月球每年正以2.3公分速度遠離地球，意味著此極限值將以每十萬年為一時間尺度逐漸縮短，直到約經六億年後，日全食將在地球表面完全無法見到，變成僅有日環食為止）。

## 腳註
1. ↑  Ten Millennium Catalog of Long Solar Eclipses, -3999 to +6000 (4000 BCE to 6000 CE) （页面存档备份，存于） Fred Espinak

## 資料來源
- NASA Eclipse Web Site（页面存档备份，存于）
- （页面存档备份，存于）
- NASA Solar eclipses: 2101 to 2200（页面存档备份，存于）
- Besselian Elements（页面存档备份，存于）
- NASA googlemap of eclipse path（页面存档备份，存于）